# Checoslováquia nos Jogos Olímpicos de Verão de 1924
A Checoslováquia nos Jogos Olímpicos de Verão de 1924 em Paris, na França participou representada por 133 atletas, sendo 129 homens e 4 mulheres. Essa foi a segunda aparição do país nos Jogos Olímpicos após a fundação da república em 1918.
Os atletas nacionais disputaram 75 modalidades diferentes de 16 esportes e conquistaram um total de 10 medalhas, sendo uma de ouro, 4 de prata e 5 de bronze, terminando em 15º lugar no quadro geral de medalhas da competição.
O destaque do país ficou por conta da ginástica onde o país conquistou 9 de suas 10 medalhas.

## Medalhistas

### Ouro
- Bedřich Šupčík — Ginástica;

### Prata
- Robert Pražák — Ginástica;
- Robert Pražák — Ginástica;
- Robert Pražák — Ginástica;
- Jan Koutný — Ginástica;

### Bronze
- Bedřich Šupčík — Ginástica;
- Ladislav Vácha — Ginástica;
- Ladislav Vácha — Ginástica;
- Bohumil Mořkovský — Ginástica;
- Bohumil Durdys — Levantamento de peso.